# Valeria Miani
Valeria Miani (Pàdua, Itàlia, 1563 - 1620) va ser una dramaturga italiana destacada per les seves obres Celinda, una tragèdia i Amorosa Speranza. És coneguda per ser la primera dona en publicar una tragèdia i també per haver estat la tercera dona italiana en escriure obres del gènere pastoral, molt inovador en el seu moment. Les obres de Miani exploren temes com el transvestisme, la mort i el càstig o la virtut i la resiliència femenina.

## Primers anys
Valeria Miani va néixer el 1563 a la ciutat italiana de Pàdua.

### Família
De la família de Miani se'n desconeix el nom de la mare, però el seu pare era Vidal Miani, un advocat paduà que a banda de practicar l'advocacia era professor i llogava habitacions als estudiants universitaris. Hi ha evidències escrites de que Miani tenia dos germans, un nen que va ser ordenat capellà i una nena anomenada Cornelia. És possible tingués més germans, possiblement un altre nen que seria l'hereu perquè era poc habitual per una família de l'època fer que el seu únic fill es dediqués al clergat.

### Formació
No hi ha registres de que Valeria Miani anés a l'escola. Tot i això era comú que moltes noies d'aquella època fossin educades en un convent, així que és possible que aquest fos el cas de l'autora. Tot i que va mantenir contactes amb l'Acadèmia Galileana paduana no és clar si en a formar part perquè no és clar que admetès dones en l'època en què Miani va estar activa.

## Maduresa

### Matrimoni i família
Valeria Miani es va casar el 22 de setembre de 1593 amb Domenico Negri, un home d'ocupació incerta. La cerimònia es va celebrar a l'església dels Eremitani de Pàdua. El matrioni va tenir cinc criatures; les seves filles es van dir Lucretia, Isabella i Isabetta i els seus fills Giulio i Anzolo.
Després de la mort del seu marit, que va ocórrer en algun moment entre 1612 i 1614, Miani va deixar de publicar noves obres.

### Mort
Es desconeixen les circumstàncies i el lloc de la mort de l'autora. Només se sap que va morir el 1620.

## Obra

### Amorosa Speranza

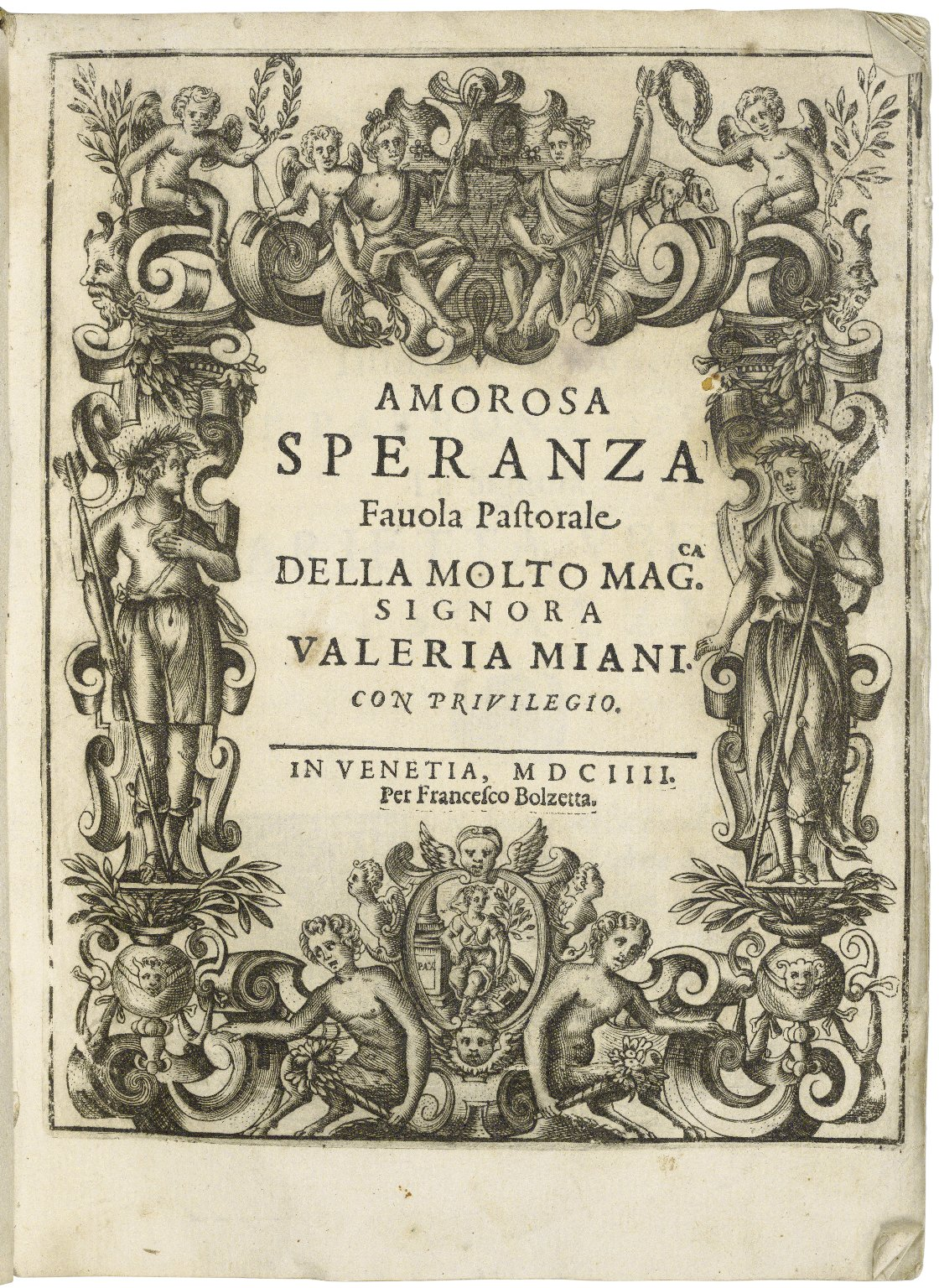
Portada de l'obra Amorosa Speranza (1604)

El primer drama pastoral de Valeria Miani es va publicar el 1604 tot i que el manuscrit es va entregar per primera vegada el 1598. El seu editor, Francesco Bolzetta va mantenir el llibre al seu poder durant anys abans de decidir-se a publicar-lo. Bolzetta era un dels editors preferits de l'acadèmia de Galilei a Pàdua.
La trama d'Amorosa Speranza gira al voltant de la vida de la virtuosa Venelia, que ha estat abandonada pel seu marit després de la seva nit de noces. Al llarg de l'obra la protagonista lluita per resistir-se dels avenços no desitjats de dos pastors, Alliseo i Isandro.

### Celinda, una tragèdia
La segona obra publicada de Miani titulada Celinda, una tragèdia va veure la llum set anys després de l'anterior, el 1611. La publicació d'aquesta nova obra és destacada per ser la primera tragèdia coneguda i escrita per una dona italiana. Tot i que Celinda va gaudir de popularitat a la impremta, no hi ha constància que s'hagués arribat a estrenar.
La trama de l'obra segueix la història de la princesa Celinda de 15 anys, i la seva relació prohibida amb el príncep persa Autilio. Tot i que els dos es troben sota fals pretext, amb Autilio disfressat de dona, s'enamoren. La totalitat de l'obra detalla l'horror i la tragèdia que cau als dos joves amants, amb suïcidis i venjances, ambdós motius comuns en el gènere de la tragèdia.